# 黃毛長頸猿金花蟲
黃毛長頸猿金花蟲（学名：Lypesthes fulvus）为金花蟲科長頸猿金花蟲屬下的一个种。其种加词“Fulvus”意为“红黄色的”。